# Piniphantes cinereus
Piniphantes cinereus är en spindelart som först beskrevs av Andrei V. Tanasevitch 1986.  Piniphantes cinereus ingår i släktet Piniphantes och familjen täckvävarspindlar. Inga underarter finns listade i Catalogue of Life.